# Nyctocalos
Nyctocalos es un género con siete especies de árboles pertenecientes a la familia Bignoniaceae.

## Taxonomía
El género fue descrito por Teijsm. & Binn.  y publicado en Journal de Botanique Néerlandaise 1: 366. 1861 La especie tipo es: Nyctocalos brunfelsiiflorum Teijsm. & Binn. 

## Especies
| - Nyctocalos brunfelsiaeflorus - Nyctocalos brunsfelsiiflorum - Nyctocalos cuspidatum - Nyctocalos jucundum | - Nyctocalos macrosiphon - Nyctocalos pinnata - Nyctocalos thomsoni |